# Alfred Fierro
Pour les articles homonymes, voir Fierro.
Alfred Fierro-Domenech, dit Alfred Fierro, est un historien français né à Périgueux le 1er janvier 1941. Il est spécialiste de l'histoire de Paris.

## Biographie
Élève de l'École des chartes, il y obtient le diplôme d'archiviste paléographe grâce à une thèse intitulée Les enquêtes de 1339 en Dauphiné et en Faucigny, intérêt démographique.
Il mène ensuite une carrière de conservateur des bibliothèques, à la Bibliothèque nationale de France et à la Bibliothèque historique de la ville de Paris.
Docteur en histoire, il est l'auteur de plusieurs livres sur l'histoire de Paris. Il a notamment publié un monumental Dictionnaire historique de Paris chez Robert Laffont en 1996.

## Publications
- 1986 - Bibliographie analytique des biographies collectives imprimées de la France contemporaine, 1789-1985, Honoré Champion, 378 p.  (ISBN 2-85203-021-7)
- 1988 - Bibliographie critique des mémoires sur la Révolution écrits ou traduits en français, Paris, Service des travaux historiques de la ville de Paris, 1988, 482 p. — Préface de Jean Tulard. Contient un index analytique.
- 1989 - Bibliographie de la Révolution française, 1940-1988, Références, 1333 p.  (ISBN 2-908302-10-1)
- 1996 - Histoire et dictionnaire de Paris, Robert Laffont, 1580 p.  (ISBN 2-221-07862-4)
- 1999 - Histoire et dictionnaire des 300 moulins de Paris, Parigramme. 186 p.  (ISBN 2-84096-114-8)
- 1999 - Histoire et mémoire du nom des rues de Paris, Parigramme, 430 p.  (ISBN 2-84096-116-4)
- 2000 - Mystères de l’histoire de Paris, Parigramme, 2000, 223 p.  (ISBN 2-84096-185-7)
- 1998 - Dictionnaire du Paris disparu, Parigramme, 335 p.  (ISBN 2-84096-332-9)
- 2005 - Le Paris des Lumières, d'après le plan de Turgot (1734-1739) avec Jean-Yves Sarazin, Réunion des musées nationaux, 143 p.  (ISBN 2-7118-4985-6)
- 2010 - Histoire de Paris illustrée, Le Pérégrinateur éditeur, 224 p.  (ISBN 2-910352-52-8)